# 古城镇 (井冈山市)
古城镇，是中华人民共和国江西省吉安市井冈山市下辖的一个乡镇级行政单位。

## 行政区划
古城镇下辖以下地区：
古城镇社区、长溪村、坳头村、城边村、沃壤村、寺源村、古城村、塘头村和排下村。